# ゆるゆりのディスコグラフィ
ゆるゆりのディスコグラフィでは、なもりによる漫画を原作とした日本のアニメ『ゆるゆり』の関連CDについて記述する。発売元はポニーキャニオン。

## 主題歌
主題歌はメインキャスト4人によるユニット七森中☆ごらく部が担当。登場人物の合いの手なども入る内容となっており、幾つかはアドリブである。収録はテレビアニメ本編のアフレコに先んじて行われた。

### ゆりゆららららゆるゆり大事件
第1期OPテーマ。赤座あかり役の三上枝織はマイコミジャーナルのインタビューで「『ゆるゆり』という言葉がひたすら頭の中で再生されるような感じになりました」と語り、また作品の世界を再現した可愛らしい曲であるという感想を語っている。

### マイペースでいきましょう
第1期EDテーマ。

### いぇす!ゆゆゆ☆ゆるゆり♪♪
第2期OPテーマ。

### 100%ちゅ〜学生
第2期EDテーマ。

### マジカル大☆大☆大冒険!
『マイリトルポニー〜トモダチは魔法〜』OPテーマ。表題曲はゆるゆり以外のアニメ用に製作されているが、ジャケットにはゆるゆりのキャラクターが描かれている。

### ゆるゆりんりんりんりんりん
OVA OPテーマ。
収録曲
1. ゆるゆりんりんりんりんりん
  - 作詞・作曲・サウンドプロデュース：イイジマケン、編曲：イイジマケン・沢田タッツ、歌：七森中☆ごらく部

2. とらべりんぐ
  - 作詞：sae、作曲・サウンドプロデュース：イイジマケン、編曲：イイジマケン・沢田タッツ、歌：七森中☆ごらく部

3. ゆるゆりんりんりんりんりん［からおけ］
4. とらべりんぐ［からおけ］

### アフタースクールデイズ
OVA EDテーマ。
収録曲
1. アフタースクールデイズ
  - 作詞：Funta3、作曲・編曲：Funta7、歌：七森中☆ごらく部

2. YURUYURI☆LET'S GO!
  - 作詞・作曲：RegaSound、編曲：Funta7、歌：七森中☆ごらく部

3. アフタースクールデイズ［からおけ］
4. YURUYURI☆LET'S GO!［からおけ］

### ゆりしゅらしゅしゅしゅ/おひるねゆにばーす
```
 　
```

特別編OP・EDテーマ。
収録曲
1. ゆりしゅらしゅしゅしゅ
  - 作詞・作曲・編曲：玉屋2060%、歌：七森中☆ごらく部

2. おひるねゆにばーす
  - 作詞・作曲：杉浦ラフィン誠一郎、編曲：梅堀淳・杉浦ラフィン誠一郎、歌：七森中☆ごらく部

3. ゆりしゅらしゅしゅしゅ［からおけ］
4. おひるねゆにばーす［からおけ］

### ちょちょちょ!ゆるゆり☆かぷりっちょ!!!
第3期OPテーマ。
収録曲
1. ちょちょちょ!ゆるゆり☆かぷりっちょ!!!
  - 作詞：高瀬愛虹、作曲：no_my、編曲：Funta7、歌：七森中☆ごらく部

2. みゅーじっく☆フィーバー
  - 作詞：sae、作曲：イイジマケン、編曲：イイジマケン・村山シベリウス達彦、歌：七森中☆ごらく部

3. ちょちょちょ!ゆるゆり☆かぷりっちょ!!!［からおけ］
4. みゅーじっく☆フィーバー［からおけ］

### あっちゅ〜ま青春!
第3期EDテーマ。
収録曲
1. あっちゅ〜ま青春!
  - 作詞：高瀬愛虹、作曲：no_my、編曲：梅堀淳、歌：七森中☆ごらく部

2. きみがくれたシャイニーストーリー
  - 作詞・作曲・編曲：村山シベリウス達彦、歌：七森中☆ごらく部

3. あっちゅ〜ま青春!［からおけ］
4. きみがくれたシャイニーストーリー［からおけ］

### ゆるゆり、てんやわんや☆/リピってチャイム♪
```
 　
```

OVA『ゆるゆり、』OP・EDテーマ。

七森中☆ごらく部のデビュー曲である「ゆりゆららららゆるゆり大事件」のイントロでは「メサイア (ヘンデル)」に類似したフレーズが存在したが、作曲者が同じイイジマケンの「ゆるゆり、てんやわんや☆」では「アイネ・クライネ・ナハトムジーク」からの引用が見られる。

CDはクラウドファンディング参加者のみに配布された非売品で、一般販売はされていない。
収録曲
1. ゆるゆり、てんやわんや☆
  - 作詞・作曲・編曲・サウンドプロデュース：イイジマケン、歌：七森中☆ごらく部

2. リピってチャイム♪
  - 作詞：高瀬愛虹、作曲：no_my、編曲： Funta7、歌：七森中☆ごらく部

3. ゆるゆり、てんやわんや☆［からおけ］
4. リピってチャイム♪［からおけ］
5. ゆりゆららららゆるゆり放送室とくばん　出張版

## ゆるゆりのうた♪限定CD

### ごらく部、愛と勇気と希望と友情のテーマ
コミックマーケット81限定で販売されたシングル。後述するアルバム『ゆるゆりのうた♪あるばむ「あい♥かわらず…。」』にも収録された。『七森中☆ごらく部、『ゆるゆり』を語ってみますた2011』は、七森中☆ごらく部の4人による、2011年の『ゆるゆり』を振り返るコメントが収録されている。
収録曲
1. ごらく部、愛と勇気と希望と友情のテーマ（ストイックに歌ってみたver.）
  - 作詞：イイジマケン・sae、作曲：イイジマケン、編曲：村山シベリウス達彦、歌：七森中☆ごらく部

2. 七森中☆ごらく部、『ゆるゆり』を語ってみますた2011
  - コメント：七森中☆ごらく部

### え〜る♪
コミックマーケット83限定で販売されたシングル。後述するアルバム『ゆるゆりのうた♪あるばむ2「はいっ！テ・ウ・ガ♪〜High Tension Ultra girls〜」』にも収録された。特典として七森中☆ごらく部がデザインした特製バンダナ（2種類）がついてくる。なお、あかり&ちなつバージョンと京子&結衣バージョンの差異はジャケットと特製バンダナの種類のみで、CD本体には違いは無い。
収録曲
1. え〜る♪
  - 作詞・作曲：ヒザシ、編曲：Funta7、歌：七森中☆ごらく部

2. え〜る♪［からおけ］
3. 七森中☆ごらく部、『ゆるゆり♪♪』を語ってみますた 2012!!
  - コメント：七森中☆ごらく部

### ふたりのサマバケ♪
夏だ!まつりだ!!!全員集合└(б∇б)┘ごらく部☆なちゅまつりへ向けて書き下ろされた楽曲であり、コミックマーケット84限定でシングルCDとして販売された。七森中の制服デザインの巾着袋である『七森中せいふくろ』とのセット販売となった。
収録曲
1. ふたりのサマバケ♪
  - 作詞・編曲：Funta7、作曲：Funta3、歌：あかり＆京子

2. ふたりのサマバケ♪［からおけ］

### ちょっとラブソング
コミックマーケット89にて、会場限定特典「七森中☆ごらく部 各キャスト手書き（印字）コメントカード」とセットで販売された。その後、特典がつかないCD単品がイベント『七森中♪がくえんさい』、通販サイト『きゃにめ.jp』でも販売された。
収録曲
1. ちょっとラブソング
  - 作詞：Funta3、作曲・編曲：Funta7、歌：七森中☆ごらく部

2. ちょっとラブソング［からおけ］

## ゆるゆりのうたシリーズ♪
主要登場人物を題材にしたキャラクターソングが『ゆるゆりのうたシリーズ♪』の名称でシリーズ化された。主要登場人物8人のキャラクターソング（01-08）は、テレビアニメ本編ではアイキャッチの曲として用いられた。

### 00 魔女っ娘ミラクるん♪
『ゆるゆり』本編の作中に登場する劇中アニメ『魔女っ娘ミラクるん』のキャラクターソングで、魔女っ娘ミラクるん役の竹達彩奈が歌っている。当初はコミックマーケット80限定で一般販売の予定はないとしていたが、後日ポニーキャニオンのアニメ通販サイト、きゃにめ.jp限定で通信販売されることになった。
『ゆるゆり』のテレビアニメ本編では、劇中アニメの描写や話題が登場する場面において挿入歌として使用された。
収録曲
1. 魔女っ娘ミラクるん♪ [3:37]
  - 作詞：Funta7、作曲・編曲：Funta3

2. ミラクる〜ん♪ [4:06]
  - 作詞：Funta3、作曲：Funta7、編曲：佐藤準

3. 魔女っ娘ミラクるん♪［からおけ］
4. ミラクる〜ん♪［からおけ］

### 01 私、主役の赤座あかりです
主人公である赤座あかりのキャラクターソングで、赤座あかり役の三上枝織が歌っている。あかりは主人公らしからぬ扱いの悪さで視聴者の笑いを取る登場人物であり、いずれの収録曲も、作中におけるあかりの不遇な扱いをテーマにした曲となっている。
収録曲
全作詞：はかせ (IOSYS)、作曲・編曲：ARM (IOSYS)
1. 私、主役の赤座あかりです [4:05]
2. 背景 [4:00]
3. 私、主役の赤座あかりです［からおけ］
4. 背景［からおけ］

### 02 ごゆるりワールド
船見結衣のキャラクターソングで、船見結衣役の津田美波が歌っている。
収録曲
1. ごゆるりワールド [3:38]
  - 作詞：三弥・村山シベリウス達彦、作曲・編曲：村山シベリウス達彦

2. クールナンバー [3:42]
  - 作詞：sae、作曲：イイジマケン・ピエール、編曲：イイジマケン・ピエール・村山シベリウス達彦

3. ごゆるりワールド［からおけ］
4. クールナンバー［からおけ］

### 03 ミラクるゆるくる1・2・3
歳納京子のキャラクターソングで、歳納京子役の大坪由佳が歌っている。
収録曲
1. ミラクるゆるくる1・2・3 [3:46]
  - 作詞・作曲：sae・mayou、編曲：イイジマケン・村山シベリウス達彦

2. キラキラ☆everyday [4:08]
  - 作詞：sae、作曲・編曲：ピエール

3. ミラクるゆるくる1・2・3［からおけ］
4. キラキラ☆everyday［からおけ］

### 04 まるごと!
吉川ちなつのキャラクターソングで、吉川ちなつ役の大久保瑠美が歌っている。
収録曲
1. まるごと! [3:48]
  - 作詞：深青結希、作曲：若林充、編曲：草野よしひろ

2. Lovely [3:46]
  - 作詞：Funta3、作曲・編曲：Funta7

3. まるごと!［からおけ］
4. Lovely［からおけ］

### 05 きらいじゃないもん
大室櫻子のキャラクターソングで、大室櫻子役の加藤英美里が歌っている。
収録曲
1. きらいじゃないもん [3:39]
  - 作詞：Funta3、作曲・編曲：Funta7

2. 365コ [3:08]
  - 作詞：深青結希、作曲：松井俊介、編曲：梅堀淳

3. きらいじゃないもん［からおけ］
4. 365コ［からおけ］

### 06 Day by day
古谷向日葵のキャラクターソングで、古谷向日葵役の三森すずこが歌っている。
収録曲
1. Day by day [3:29]
  - 作詞：松本恵、作曲：土谷知幸、編曲：佐藤準

2. お願い Catch me [4:00]
  - 作詞：辻純更、作曲：松井俊介、編曲：草野よしひろ

3. Day by day［からおけ］
4. お願い Catch me［からおけ］

### 07 恋の罰金バッキンガム!
杉浦綾乃のキャラクターソングで、杉浦綾乃役の藤田咲が歌っている。表題曲の曲名は作中において綾乃が用いた罰金とバッキンガム宮殿をかけた駄洒落から取られている。
収録曲
全作詞：夕野ヨシミ (IOSYS)、作曲・編曲：void (IOSYS)
1. 恋の罰金バッキンガム! [3:42]
2. 片想い授業中 [4:12]
3. 恋の罰金バッキンガム!［からおけ］
4. 片想い授業中［からおけ］

### 08 あなたのシアワセ うちのシアワセ
池田千歳のキャラクターソングで、池田千歳役の豊崎愛生が歌っている。
収録曲
全作詞：龍波しゅういち、作曲・編曲：uno (IOSYS)
1. あなたのシアワセ うちのシアワセ [4:22]
2. うちを芯まで漬け込んで [4:18]
3. あなたのシアワセ うちのシアワセ［からおけ］
4. うちを芯まで漬け込んで［からおけ］

## ゆるゆりでゅえっとそんぐ♪

### 恋のダブルパンチ
『さくひま＊ひまさく』のデュエットシングル。大室櫻子役の加藤英美里と古谷向日葵役の三森すずこが歌っている。さくひま盤、ひまさく盤の2種リリースで、前者には表題曲のPVを収録したDVDが、後者にはキャラカード（全2種・ランダムで1枚）が特典として同梱されている。
収録曲
全作詞：イイジマケン・sae、作曲：イイジマケン、編曲：イイジマケン・ピエール・村山シベリウス達彦
1. 恋のダブルパンチ
2. よしなしOKI☆DOKI
  - さくひま盤にはさくひまば～じょんが、ひまさく盤にはひまさくば～じょんが収録されている。

3. 恋のダブルパンチ［からおけ］
4. よしなしOKI☆DOKI［からおけ］

## ゆるゆり♪♪みゅ〜じっく
テレビアニメ第2期『ゆるゆり♪♪』のキャラクターソングが『ゆるゆり♪♪みゅ〜じっく』の名称でシリーズ化された。第1期と同様、テレビアニメ本編ではアイキャッチの曲として用いられているが、今回はミラクるんのキャラクターソング（00）も使用されている。

### 00 よんでミラクるん!
『ゆるゆり♪♪』本編の作中に登場する劇中アニメ『魔女っ娘ミラクるん』のキャラクターソングで、魔女っ娘ミラクるん役の竹達彩奈が歌っている。「よんでミラクるん!」は第6話のオープニングテーマ、「ぴゅあぴゅあミラクるん」は第6話の挿入歌として使用された。
コミックマーケット82およびポニーキャニオンのアニメ作品のグッズ販売を中心とするイベント『きゃにめ夏祭り2012』にて、「魔女っ娘ミラクるんコンテ集」とセットで限定発売されたが、その後、きゃにめ.jpでも通信販売されることになった。
収録曲
1. よんでミラクるん!
  - 作詞：深青結希、作曲：若林充、編曲：田中俊裕

2. ぴゅあぴゅあミラクるん
  - 作詞：辻純更、作曲：土谷知幸、編曲：塚本けむ

3. よんでミラクるん!［からおけ］
4. ぴゅあぴゅあミラクるん［からおけ］

### 01 しあわせギフト
赤座あかりのキャラクターソングで、赤座あかり役の三上枝織が歌っている。
収録曲
全作詞・作曲・サウンドプロデュース：イイジマケン
1. しあわせギフト
  - 編曲：イイジマケン

2. 赤座劇場
  - 編曲：ピエール

3. しあわせギフト［からおけ］
4. 赤座劇場［からおけ］

### 02 あのねっ!
吉川ちなつのキャラクターソングで、吉川ちなつ役の大久保瑠美が歌っている。
収録曲
全作曲・編曲：村山シベリウス達彦、サウンドプロデュース：イイジマケン
1. あのねっ!
  - 作詞：sae

2. 乙女日和☆
  - 作詞：村山シベリウス達彦

3. あのねっ!［からおけ］
4. 乙女日和☆［からおけ］

### 03 はしゃいでみたり悩んでみたり 恋する乙女はゆるゆり
歳納京子のキャラクターソングで、歳納京子役の大坪由佳が歌っている。
収録曲
1. はしゃいでみたり悩んでみたり 恋する乙女はゆるゆり
  - 作詞：瀬名恵、作曲：松井俊介、編曲：HΛL

2. ハレルヤいつも
  - 作詞：Funta3、作曲・編曲：Funta7

3. はしゃいでみたり悩んでみたり 恋する乙女はゆるゆり［からおけ］
4. ハレルヤいつも［からおけ］

### 04 Eかげん☆YUIかげん
船見結衣のキャラクターソングで、船見結衣役の津田美波が歌っている。
収録曲
全作詞：深青結希、作曲：若林充
1. Eかげん☆YUIかげん
  - 編曲：草野よしひろ

2. TON!TON!TON!
  - 編曲：梅堀淳

3. Eかげん☆YUIかげん［からおけ］
4. TON!TON!TON!［からおけ］

### 05 ない・ない・ナイアガラ!
杉浦綾乃のキャラクターソングで、杉浦綾乃役の藤田咲が歌っている。
収録曲
1. ない・ない・ナイアガラ!
  - 作詞：深青結希、作曲：若林充、編曲：塚本けむ

2. しましまモード☆
  - 作詞：辻純更、作曲：土谷知幸、編曲：高木洋

3. ない・ない・ナイアガラ!［からおけ］
4. しましまモード☆［からおけ］

### 06 あいのDelusion
池田千歳のキャラクターソングで、池田千歳役の豊崎愛生が歌っている。
収録曲
全編曲：Funta7
1. あいのDelusion
  - 作詞：Funta7、作曲：Funta3

2. chuchuchuri lovely
  - 作詞：Funta3、作曲：Funta7

3. あいのDelusion［からおけ］
4. chuchuchuri lovely［からおけ］

### 07 きらいっぱい×すきいっぱい
大室櫻子のキャラクターソングで、大室櫻子役の加藤英美里が歌っている。
収録曲
1. きらいっぱい×すきいっぱい
  - 作詞・作曲：ビートまりお、編曲：ARM (IOSYS)

2. でもでもバレバレだ!?
  - 作詞：夕野ヨシミ (IOSYS)、作曲・編曲：void (IOSYS)、ギターソロ：minami (IOSYS)

3. きらいっぱい×すきいっぱい［からおけ］
4. でもでもバレバレだ!?［からおけ］

### 08 それは恋ではないですの?
古谷向日葵のキャラクターソングで、古谷向日葵役の三森すずこが歌っている。
収録曲
1. それは恋ではないですの?
  - 作詞：七条レタス (IOSYS)、作曲・編曲：D.watt (IOSYS)

2. もう!そぉ?トゥナイト
  - 作詞・作曲・編曲：辺見さとし

3. それは恋ではないですの?［からおけ］
4. もう!そぉ?トゥナイト［からおけ］

## ゆるゆり うた♪ソロ!
テレビアニメ第3期『ゆるゆり さん☆ハイ!』のキャラクターソングが『ゆるゆり うた♪ソロ!』の名称でシリーズ化された。テレビアニメ本編では次回予告の曲として用いられた。

### 01 ハイっ!アッカリーン
赤座あかりのキャラクターソングで、赤座あかり役の三上枝織が歌っている。
収録曲
1. ハイっ!アッカリーン
  - 作詞：Funta3、作曲：no_my、編曲：Funta7

2. お気楽ごくらくゆるゆるデイズ
  - 作詞：狐夢想（COOL&CREATE）、作曲・編曲：ARM（IOSYS）

3. ハイっ!アッカリーン［からおけ］
4. お気楽ごくらくゆるゆるデイズ［からおけ］

### 02 ぴんぶら☆ピン -Pink★Black☆Pink-
吉川ちなつのキャラクターソングで、吉川ちなつ役の大久保瑠美が歌っている。
収録曲
1. ぴんぶら☆ピン -Pink★Black☆Pink-
  - 作詞：松本恵、作曲・編曲：土谷知幸

2. チーナのえかきうた
  - 作詞：高瀬愛虹、作曲：no_my、編曲：草野よしひろ

3. ぴんぶら☆ピン -Pink★Black☆Pink-［からおけ］
4. チーナのえかきうた［からおけ］

### 03 ついておいでよ
船見結衣のキャラクターソングで、船見結衣役の津田美波が歌っている。
収録曲
1. ついておいでよ
  - 作詞：sae、作曲：イイジマケン、編曲：イイジマケン、村山シベリウス達彦、サウンドプロデュース：イイジマケン

2. あいまいセルフ
  - 作詞：深青結希、作曲：若林充、編曲：梅堀淳

3. ついておいでよ［からおけ］
4. あいまいセルフ［からおけ］

### 04 GO!GO!ミラクる
歳納京子のキャラクターソングで、歳納京子役の大坪由佳が歌っている。
収録曲
1. GO!GO!ミラクる
  - 作詞：sae、作曲：イイジマケン、編曲：イイジマケン、村山シベリウス達彦、サウンドプロデュース：イイジマケン

2. せいぎのキョッピー!!
  - 作詞：深青結希、作曲：俊龍、編曲：よる。

3. GO!GO!ミラクる［からおけ］
4. せいぎのキョッピー!!［からおけ］

### 05 そわそわ!?ワンスモア
杉浦綾乃のキャラクターソングで、杉浦綾乃役の藤田咲が歌っている。
収録曲
1. そわそわ!?ワンスモア
  - 作詞：深青結希、作曲：俊龍、編曲：YUPA

2. ぷりんアラモード
  - 作詞：Funta7、作曲・編曲：加藤賢二

3. そわそわ!?ワンスモア［からおけ］
4. ぷりんアラモード［からおけ］

### 06 イッツハッピーデイ!!
池田千歳のキャラクターソングで、池田千歳役の豊崎愛生が歌っている。
収録曲
1. イッツハッピーデイ!!
  - 作詞・作曲・編曲：村山シベリウス達彦、サウンドプロデュース：イイジマケン

2. め・が・ねのマーチ
  - 作詞：高瀬愛虹、作曲：no_my、編曲：草野よしひろ

3. イッツハッピーデイ!!［からおけ］
4. め・が・ねのマーチ［からおけ］

### 07 サクラコ☆いんとろでゅーす
大室櫻子のキャラクターソングで、大室櫻子役の加藤英美里が歌っている。
収録曲
1. サクラコ☆いんとろでゅーす
  - 作詞・作曲：no_my、編曲：髙木洋

2. マ/ジ/ンBUSTER!
  - 作詞：高瀬愛虹、作曲：no_my、編曲：髙木洋

3. サクラコ☆いんとろでゅーす［からおけ］
4. マ/ジ/ンBUSTER!［からおけ］

### 08 恋はあまのじゃくですわ
古谷向日葵のキャラクターソングで、古谷向日葵役の三森すずこが歌っている。
収録曲
1. 恋はあまのじゃくですわ
  - 作詞：黒田椋子（IOSYS）、作曲・編曲：コバヤシユウヤ（IOSYS）

2. ナツノハナ＊ものがたり
  - 作詞・作曲・編曲：杉浦ラフィン誠一郎

3. 恋はあまのじゃくですわ［からおけ］
4. ナツノハナ＊ものがたり［からおけ］

## すぺしゃるなさうんどCD
第2期Blu-ray・DVDの特典として収録されているCDである。収録されているオリジナルサウンドトラックの作曲者は全て三澤康広。曲名はニコニコ生放送の企画で七森中☆ごらく部が名付けたものである。

### べべべ、べ別に一緒に歌いたいってわけじゃないんだからね!
第1巻の特典として収録。このCDに収録されている『Miracle Duet』は、2012年6月17日に行われたライブイベント『七森中♪うたがっせん』のために製作された曲で、歳納京子役の大坪由佳と杉浦綾乃役の藤田咲が歌っている。同年2月18日に「ゆるゆりTV」にて配信された『バレンタイン特別企画「お願い!ゆるゆりランキング」』にて製作発表、同年4月30日に配信された『NEWSちな21（ちゅーわん）』で曲名が発表され、曲がフルバージョンで披露された。
収録曲
1. Miracle Duet
  - 作詞：高谷紗那、作曲・編曲：松井俊介、歌：歳納京子（CV：大坪由佳）&杉浦綾乃（CV：藤田咲）

2. 煩悩を追い払え!アッカリーン108連発
  - 声：赤座あかり（CV：三上枝織）

3. この曲な〜んだ?O.S.T「てやんでぃ どけどけ!! by 津田美波」
4. この曲な〜んだ?O.S.T「みかしーねた! by 大坪由佳」
5. この曲な〜んだ?O.S.T「一歩一歩 一緒一歩 by 三上枝織」
6. 誰のかお楽しみジングル3曲「赤座あかり（ゆるゆり）」
7. 誰のかお楽しみジングル3曲「吉川ちなつ（ゆるゆり）」
8. 誰のかお楽しみジングル3曲「魔女っ娘ミラクるん（ゆるゆり♪♪）」

### ごらく部ばっかりずーるーいーっ!!
第2巻の特典として収録。
収録曲
1. いぇす!ゆゆゆ☆ゆるゆり♪♪（生徒会ver.）
  - 作詞・作曲：杉浦ラフィン誠一郎、編曲：Funta7、歌：七森中☆生徒会!（杉浦綾乃（CV：藤田咲）、池田千歳（CV：豊崎愛生）、大室櫻子（CV：加藤英美里）、古谷向日葵（CV：三森すずこ））

2. この曲な〜んだ?O.S.T「なるほどね。by 大坪由佳」
3. この曲な〜んだ?O.S.T「＼あかりハジマタ／ by 三上枝織」
4. この曲な〜んだ?O.S.T「まんじゅう、うまいぞ? by 津田美波」
5. 誰のかお楽しみジングル3曲「歳納京子（ゆるゆり）」
6. 誰のかお楽しみジングル3曲「船見結衣（ゆるゆり）」
7. 誰のかお楽しみジングル3曲「杉浦綾乃（ゆるゆり♪♪）」

### ウチらも歌いたいなぁ、綾乃ちゃん?
第3巻の特典として収録。
収録曲
1. 100%ちゅ〜学生（生徒会ver.）
  - 作詞：イイジマケン・sae、作曲・編曲・サウンドプロデュース：イイジマケン、歌：七森中☆生徒会!（杉浦綾乃（CV：藤田咲）、池田千歳（CV：豊崎愛生）、大室櫻子（CV：加藤英美里）、古谷向日葵（CV：三森すずこ））

2. この曲な〜んだ?O.S.T「私の心にいる…貴女は誰なの by 三上枝織」
3. この曲な〜んだ?O.S.T「あかりんぼー by 大久保瑠美」
4. この曲な〜んだ?O.S.T「いちふじ にたか さん京子!  by 大坪由佳」
5. 誰のかお楽しみジングル3曲「杉浦綾乃（ゆるゆり）」
6. 誰のかお楽しみジングル3曲「池田千歳（ゆるゆり）」
7. 誰のかお楽しみジングル3曲「赤座あかり（ゆるゆり♪♪）」

### ゆっ、結衣先輩、幸せですぅ〜!
第4巻の特典として収録。「ガールズパワーで」は第2期8話のエンディングとして使用された。
収録曲
1. ガールズパワーで
  - 作詞：Funta3、作曲：松井俊介、編曲：高木洋、歌：船見結衣（CV：津田美波）&吉川ちなつ（CV：大久保瑠美）

2. この曲な〜んだ?O.S.T「三羽（一羽アッかんこ） by 三上枝織」
3. この曲な〜んだ?O.S.T「おっぱいドリブルぼいんぼいん by 津田美波」
4. この曲な〜んだ?O.S.T「G.N.B〜それは動く球体〜 by 大坪由佳」
5. 誰のかお楽しみジングル3曲「大室櫻子（ゆるゆり）」
6. 誰のかお楽しみジングル3曲「古谷向日葵（ゆるゆり）」
7. 誰のかお楽しみジングル3曲「吉川ちなつ（ゆるゆり♪♪）」

### 七森中♪うたがっせんの感動をもう1度!
第5巻の特典として収録。「『マイペースでいきましょう』豪華版」は、七森中♪うたがっせんでの音源を流用している。
収録曲
1. 『マイペースでいきましょう』豪華版
  - 作詞：Funta3、作曲・編曲：Funta7、歌：赤座あかり（CV：三上枝織）、歳納京子（CV：大坪由佳）、船見結衣（CV：津田美波）、吉川ちなつ（CV：大久保瑠美）、杉浦綾乃（CV：藤田咲）、大室櫻子（CV：加藤英美里）、古谷向日葵（CV：三森すずこ）、ミラクるん（CV：竹達彩奈）、池田千鶴（CV：倉口桃）

2. 姉さんのシアワセ わたしのシアワセ
  - 作詞：夕野ヨシミ、作曲・編曲：uno (IOSYS)、歌：池田千鶴（CV：倉口桃）

3. この曲な〜んだ?O.S.T「お茶の時間です by 大久保瑠美」
4. この曲な〜んだ?O.S.T「ぎゃああああ by 津田美波」
5. この曲な〜んだ?O.S.T「ゆるゆり ふぁみり〜 by 三上枝織」
6. 誰のかお楽しみジングル3曲「船見結衣（ゆるゆり♪♪）」
7. 誰のかお楽しみジングル3曲「大室櫻子（ゆるゆり♪♪）」
8. 誰のかお楽しみジングル3曲「池田千歳（ゆるゆり♪♪）」

### みんな大好きだよ!
第6巻の特典として収録。「みんなだいすきのうた」は、第2期11話の挿入歌として使用された。
収録曲
1. みんなだいすきのうた
  - 作詞・作曲：杉浦ラフィン誠一郎、編曲：スワベック・コバレフスキ、歌：赤座あかり（CV：三上枝織）

2. この曲な〜んだ?O.S.T「レジェントオブガンボー with ミラクるん 〜ミソキャベツの行方〜 by 大久保瑠美」
3. この曲な〜んだ?O.S.T「赤座さん おつかれさま by 大久保瑠美」
4. この曲な〜んだ?O.S.T「ゆり日和 by 津田美波」
5. 誰のかお楽しみジングル3曲「歳納京子（ゆるゆり♪♪）」
6. 誰のかお楽しみジングル3曲「古谷向日葵（ゆるゆり♪♪）」
7. 誰のかお楽しみジングル3曲「魔女っ娘ミラクるん（ゆるゆり）」

## すぺしゃるなさうんどCD（特別編・第3期）
TVアニメ特別編と第3期Blu-ray・DVDの特典として収録されているCDである。

### 私たちだって歌うわよ!
TVアニメ特別編『ゆるゆり なちゅやちゅみ!＋』の特典として収録。『おひるねゆにばーす（七森中☆生徒会Ver.）』は、『ゆるゆり なちゅやちゅみ!＋ ＋2』のエンディングとして使用された。
収録曲
1. おひるねゆにばーす（七森中☆生徒会Ver.）
  - 作詞・作曲：杉浦ラフィン誠一郎、編曲：梅堀淳・杉浦ラフィン誠一郎、歌：七森中☆生徒会（杉浦綾乃（CV：藤田咲）、池田千歳（CV：豊崎愛生）、大室櫻子（CV：加藤英美里）、古谷向日葵（CV：三森すずこ））

### わたしたちはごらく部です!
TVアニメ第3期『ゆるゆり さん☆ハイ!』第1巻の特典として収録。『うぃーあー!ごらく部』は、『DVD ごらく部な地球の歩き方 〜七森中☆ごらく部のなちゅやちゅみ!〜』のテーマソングとして使用された。また、第3期11話の次回予告BGMとしても使用された。
収録曲
1. うぃーあー!ごらく部
  - 作詞・作曲・編曲：RegaSound、歌：七森中☆ごらく部

### 生徒会だってうたってみたいー!
TVアニメ第3期『ゆるゆり さん☆ハイ!』第2巻の特典として収録。
収録曲
1. ちょちょちょ!ゆるゆり☆かぷりっちょ!!!（七森中☆生徒会Ver.）
  - 作詞：高瀬愛虹、作曲：no_my、編曲：Funta7、歌：七森中☆生徒会（杉浦綾乃（CV：藤田咲）、池田千歳（CV：豊崎愛生）、大室櫻子（CV：加藤英美里）、古谷向日葵（CV：三森すずこ））

### わたしたちだって負けていられませんわ!
TVアニメ第3期『ゆるゆり さん☆ハイ!』第3巻の特典として収録。
収録曲
1. あっちゅ〜ま青春!（七森中☆生徒会Ver.）
  - 作詞：高瀬愛虹、作曲：no_my、編曲：梅堀淳、歌：七森中☆生徒会（杉浦綾乃（CV：藤田咲）、池田千歳（CV：豊崎愛生）、大室櫻子（CV：加藤英美里）、古谷向日葵（CV：三森すずこ））

### 千歳、いつもありがと／ありがとう、綾乃ちゃん
TVアニメ第3期『ゆるゆり さん☆ハイ!』第4巻の特典として収録。
収録曲
1. ふたりスタイル
  - 作詞：高瀬愛虹、作曲：杉浦ラフィン誠一郎、編曲：梅堀淳、歌：杉浦綾乃（CV：藤田咲）&池田千歳（CV：豊崎愛生）

### ゆるゆり さん☆ハイ! ゲキっ!ばぁぁぁぁん♪〜ORIGINAL SOUND TRACK〜
TVアニメ第3期『ゆるゆり さん☆ハイ!』第5巻の特典として収録。TVアニメ第3期のサウンドトラック。曲名は2015年12月24日に放送されたニコニコ生放送『ゆるゆり さん☆ハイ! 今年はクリスマスにナニシマス!?』にて命名された。
収録曲
全作曲：藤澤慶昌
各曲名の末尾に記載された人物はその曲名の提案者
1. 大切な宝物 by 三上枝織
2. ゆるゆりの夏2015 by 三上枝織
3. てとて by 津田美波
4. yeah! ほのぼのライフ by 大坪由佳
5. むむむ、むむむむ。 by 大坪由佳
6. 夏の終わりに by 大久保瑠美
7. 楽しい思い出いっぱい! by 三上枝織
8. お気楽極楽な日常 by 大坪由佳
9. なんて楽しい日常 by 大久保瑠美
10. さぁ遊びましょう☆ by 大久保瑠美
11. たまには部室をぬけだして by 津田美波
12. はしゃいだっていいよね。だって中学生だもの by 津田美波
13. 女王様降臨 by 三上枝織
14. ごろごろ ごろく部 by 大久保瑠美
15. スローだけど愉快な曲 by 大坪由佳
16. てんてん てんてろりん by 三上枝織
17. ロマンティックオルゴール by 大久保瑠美
18. 一緒にいようね♪ by 大久保瑠美
19. 隣を歩けて嬉しいな by 津田美波
20. 夢の中でも大好き by 大久保瑠美
21. 愛しい瞬間 by 大久保瑠美
22. 悩みごとは何ですか? by 三上枝織
23. ドキドキふわふわ by 大坪由佳
24. いたずらしてみました。 by 津田美波
25. ムーディな妄想 by 三上枝織
26. やっと届いたこの想い〜あの木の下で〜 by 津田美波
27. 雪が溶けたら by 大久保瑠美
28. あかりちゃん...!あかりちゃん!うわぁああああんんん by 大坪由佳
29. 愛し愛されゆるい百合 by 大久保瑠美
30. 京子の悪ふざけ by 津田美波
31. これは予想外の展開です! by 大久保瑠美
32. じゃれじゃれんぼ by 三上枝織
33. 奇怪なメロディ by 津田美波
34. のんのん ごらく部 by 三上枝織
35. おだん GO☆ハプニング by 大坪由佳
36. 予知夢 by 大坪由佳
37. 包丁は安全に使いましょう by 津田美波
38. あと少しの距離。 by 三上枝織
39. さて、考えてみようの曲 by 大坪由佳
40. 花子ちゃんのテーマだし。 by 大坪由佳
41. (´▽｀)(´ω｀)(｀ε´●)(Ｔ皿Ｔ) by 大坪由佳
42. 我、気が重い也 by 津田美波
43. 可愛らしいメロディやなぁ～ by 大坪由佳
44. 許さん、許さんぞぉ～～～!! by 津田美波
45. ユッリーのテーマ by 大坪由佳
46. ハードユリィ by 三上枝織
47. ゆりしべ聖者 by 大久保瑠美
48. アイキャッチA
49. アイキャッチB
50. アイキャッチC
51. アイキャッチD

### みんなでうたおう!
TVアニメ第3期『ゆるゆり さん☆ハイ!』第6巻の特典として収録。
収録曲
1. おひるねゆにばーす（らいぶすたぁ〜ず ver.）
  - 作詞・作曲：杉浦ラフィン誠一郎、編曲：梅堀淳・杉浦ラフィン誠一郎、歌：七森中☆らいぶすたぁ〜ず（赤座あかり（CV：三上枝織）、歳納京子（CV：大坪由佳）、船見結衣（CV：津田美波）、吉川ちなつ（CV：大久保瑠美）、杉浦綾乃（CV：藤田咲）、池田千歳（CV：豊崎愛生）、大室櫻子（CV：加藤英美里）、古谷向日葵（CV：三森すずこ））

2. あっちゅ〜ま青春!（えんでぃんぐ♪ぱふぉ〜まんすver.）
  - 作詞：高瀬愛虹、作曲：no_my、編曲：梅堀淳、歌：七森中☆らいぶすたぁ〜ず（赤座あかり（CV：三上枝織）、歳納京子（CV：大坪由佳）、船見結衣（CV：津田美波）、吉川ちなつ（CV：大久保瑠美）、杉浦綾乃（CV：藤田咲）、池田千歳（CV：豊崎愛生）、大室櫻子（CV：加藤英美里）、古谷向日葵（CV：三森すずこ））

## アルバム

### ゆるゆりのうた♪あるばむ
前述のコミックマーケット81限定で販売された『ごらく部、愛と勇気と希望と友情のテーマ』を収録するほか、ドラマCD（シナリオ：あおしまたかし）としてカラオケボックスでそれぞれのキャラクターが選んだキャラクターソングが収録されている。また、新曲としてデュエットソングが2曲収録されている。
収録曲
1. ごらく部、愛と勇気と希望と友情のテーマ [4:00]
  - 作詞：イイジマケン・sae、作曲：イイジマケン、編曲：村山シベリウス達彦、歌：七森中☆ごらく部 赤座あかり（CV：三上枝織）/歳納京子（CV：大坪由佳）/船見結衣（CV：津田美波）/吉川ちなつ（CV：大久保瑠美）

2. ドラマぱ〜と 1 [4:46]
3. まるごと!（あかり♪ば〜じょん） [3:48]
  - 作詞：深青結希、作曲：若林充、編曲：草野よしひろ、うた：赤座あかり（CV：三上枝織）

4. ドラマぱ〜と 2 [2:19]
5. 私、主役の赤座あかりです（主役交代?ば〜じょん） [4:04]
  - 作詞：はかせ、作曲・編曲：ARM、うた：歳納京子（CV：大坪由佳）

6. ドラマぱ〜と 3 [3:57]
7. 恋の罰金バッキンガム!（結衣♪ば〜じょん） [3:41]
  - 作詞：夕野ヨシミ、作曲・編曲：void、歌：船見結衣（CV：津田美波）

8. ドラマぱ〜と 4 [4:06]
9. Day by day（ちなつ♪ば〜じょん） [3:27]
  - 作詞：松本恵、作曲：土谷智幸、編曲：佐藤準、歌：吉川ちなつ（CV：大久保瑠美）

10. ドラマぱ〜と 5 [5:14]
11. 女と女のゆりゲーム [4:27]
  - 作詞：はかせ、作曲・編曲：ARM、歌：あかり&ちなつ 赤座あかり（CV：三上枝織）/吉川ちなつ（CV：大久保瑠美）

12. パジャマ旅行 [4:58]
  - 作詞：深青結希、作曲：若林充、編曲：Funta7、歌：京子&結衣 歳納京子（CV：大坪由佳）/船見結衣（CV：津田美波）

### ゆるゆりのうた♪あるばむ2
前述のコミックマーケット83限定で販売された『え〜る♪』を収録するほか、2期第8話で登場したカラオケ曲が収録されている。
収録曲
1. え〜る♪-ゆるゆり★ライブすたぁ〜ず!バージョン- [4:35]
  - 作詞・作曲：ヒザシ、編曲：Funta7
  - 歌：ゆるゆり★ライブすたぁ〜ず!（七森中☆ごらく部&七森中☆生徒会&魔女っ娘ミラクるん）
    - 赤座あかり（CV：三上枝織）/歳納京子（CV：大坪由佳）/船見結衣（CV：津田美波）/吉川ちなつ（CV：大久保瑠美）/杉浦綾乃（CV：藤田咲）/池田千歳（CV：豊崎愛生）/大室櫻子（CV：加藤英美里）/古谷向日葵（CV：三森すずこ）/ミラクるん（CV：竹達彩奈）

2. 網走慕情 [4:17]
  - 作詞：なもり・Funta3、作曲・編曲：Funta7、歌：吉川ちなつ（CV：大久保瑠美）

3. 地獄の底へもついていく [3:53]
  - 作詞：Funta3、作曲・編曲：Funta7、歌：歳納京子（CV：大坪由佳）

4. つんつんバラード [5:15]
  - 作詞：なもり・Funta3、作曲・編曲：Funta7、歌：船見結衣（CV：津田美波）

5. サンタがやってくる♪ [2:57]
  - 作詞：Funta3、作曲・編曲：Funta7、歌：赤座あかり （CV：三上枝織）

6. ガールズパワーで【TVサイズ】 [1:40]
  - 作詞：Funta3、作曲：松井俊介、編曲：高木洋、歌：船見結衣（CV：津田美波）&吉川ちなつ（CV：大久保瑠美）

7. みんなだいすきのうた【TVバージョン】 [2:23]
  - 作詞・作曲：杉浦"ラフィン"誠一郎、編曲：スワベック・コバレフスキ、歌：赤座あかり（CV：三上枝織）

8. 網走慕情【すぺしゃる★デュエット】（ぼ〜なすとらっく） [4:17]
  - 作詞：なもり・Funta3、作曲・編曲：Funta7、歌：歳納京子（CV：大坪由佳）&吉川ちなつ（CV：大久保瑠美）

9. サンタがやってくる♪-七森中☆ごらく部バージョン-（ぼ〜なすとらっく・隠しトラック） [4:17]
  - 作詞：Funta3、作曲・編曲：Funta7、歌：七森中☆ごらく部 赤座あかり（CV：三上枝織）/歳納京子（CV：大坪由佳）/船見結衣（CV：津田美波）/吉川ちなつ（CV：大久保瑠美）

### YURUYURI♪1st.Series BestAlbum ゆるゆりずむ♪
アニメ第1期の主題歌および『ゆるゆりのうたシリーズ♪』の全曲などを収録している。
完全生産限定盤（7,777枚）と通常盤が発売され、完全生産限定盤には、特典として『ねんどろいど 赤座あかり（アルバム限定バージョン）』、七森中☆ごらく部ライブ『夏だ!まつりだ!!!全員集合└(б∇б)┘ごらく部☆なちゅまつり』チケット先行購入応募券（応募シリアルナンバー2チャンス付き）、新曲「じゃんぷ!」が収録されたCDがついてくる。通常盤には、初回特典として七森中☆ごらく部ライブ『夏だ!まつりだ!!!全員集合└(б∇б)┘ごらく部☆なちゅまつり』チケット先行購入応募券（1回応募）がついていた。
収録曲
各曲の詳細はリンク先を参照のこと。
DISC 1
1. ゆりゆららららゆるゆり大事件
2. ゆるゆり I♥U
3. ごらく部、愛と勇気と希望と友情のテーマ
4. 私、主役の赤座あかりです
5. 背景
6. ごゆるりワールド
7. クールナンバー
8. ミラクるゆるくる1・2・3
9. キラキラ☆everyday
10. まるごと!
11. Lovely
12. Precious Friends
13. マイペースでいきましょう

DISC 2
1. 魔女っ娘ミラクるん♪
2. ミラクる〜ん♪
3. きらいじゃないもん
4. 365コ
5. Day by day
6. お願い Catch me
7. 恋の罰金バッキンガム!
8. 片想い授業中
9. あなたのシアワセ うちのシアワセ
10. うちを芯まで漬け込んで

DISC 3（完全生産限定盤のみ）
1. じゃんぷ!
  - 作詞：sae、作曲・編曲：イイジマケン、歌：七森中☆ごらく部 赤座あかり（CV：三上枝織）/歳納京子（CV：大坪由佳）/船見結衣（CV：津田美波）/吉川ちなつ（CV：大久保瑠美）

### YURUYURI♪2nd.Series BestAlbum ゆるゆりずむ♪2
アニメ第2期、『マイリトルポニー〜トモダチは魔法〜』の主題歌および『ゆるゆり♪♪みゅ〜じっく』の全曲などを収録。初回限定特典として、原作者のなもり描き下ろしの三方背ボックスと七森中☆ごらく部イベント『七森中☆さみっと』先行購入応募券がついていた。
収録曲
各曲の詳細はリンク先を参照のこと。
DISC 1
1. ハッピータイムは終わらない
  - 作詞：Funta3、作曲・編曲：Funta7、歌：七森中☆ごらく部 赤座あかり（CV：三上枝織）/歳納京子（CV：大坪由佳）/船見結衣（CV：津田美波）/吉川ちなつ（CV：大久保瑠美）

2. いぇす!ゆゆゆ☆ゆるゆり♪♪
3. レッツラブ〜でいきましょう♪
4. しあわせギフト
5. 赤座劇場
6. あのねっ!
7. 乙女日和☆
8. はしゃいでみたり悩んでみたり 恋する乙女はゆるゆり
9. ハレルヤいつも
10. Eかげん☆YUIかげん
11. TON!TON!TON!
12. よんでミラクるん!
13. ぴゅあぴゅあミラクるん
14. マジカル大☆大☆大冒険!
15. ゴゴゴゴごらく部

DISC 2
1. ない・ない・ナイアガラ!
2. しましまモード☆
3. あいのDelusion
4. chuchuchuri lovely
5. きらいっぱい×すきいっぱい
6. でもでもバレバレだ!?
7. それは恋ではないですの?
8. もう!そぉ?トゥナイト
9. みんなだいすきのうた
10. え〜る♪
11. 100%ちゅ〜学生
12. MY SWEET MEMORY
13. いぇす!ゆゆゆ☆ゆるゆり♪♪-生徒会ver.-
14. 100%ちゅ〜学生-生徒会ver.-
15. ゆりゆららららゆるゆり大事件-生徒会ver.-

### YURUYURI duet BEST ALBUM ゆるゆりずむ♪でゅえっと
既発表されているデュエット曲と新曲2曲を収録。2014年8月16日にコミックマーケット86で先行販売され、同年9月1日よりきゃにめ.jpで一般発売された。
コミックマーケット版はOVA「ゆるゆり なちゅやちゅみ!」の劇場前売券とセットとなり、特典として三方背ケースが付属する。また、コミックマーケット版ときゃにめ.jp版ではジャケットに差異がある。
収録曲
各曲の詳細はリンク先を参照のこと。
1. はぁと☆チェイス
  - 作詞：深青結希、作曲：若林充、編曲：梅堀淳、歌：あかり（三上枝織）&結衣（津田美波）

2. Bitter Sweet ぱらどっくす
  - 作詞：辻準更、作曲：白戸佑輔、編曲：草野よしひろ、歌：京子（大坪由佳）&ちなつ（大久保瑠美）

3. 女と女のゆりゲーム
4. 恋のダブルパンチ
5. Miracle Duet
6. ガールズパワーで
7. ふたりのサマバケ♪
8. よしなしOKI☆DOKI(さくひまば～じょん)
9. 網走慕情 -すぺしゃる★デュエット-
10. パジャマ旅行 -あるばむミックス-

### YURUYURI BEST ALBUM 3 ゆるゆりずむ♪3
アニメ第3期、OVA、特別編の主題歌および『ゆるゆり うた♪ソロ!』の全曲などを収録。
収録曲
各曲の詳細はリンク先を参照のこと。
DISC 1
1. ちょちょちょ!ゆるゆり☆かぷりっちょ!!!
2. みゅーじっく☆フィーバー
3. ハイっ!アッカリーン
4. お気楽ごくらくゆるゆるデイズ
5. ぴんぶら☆ピン -Pink★Black☆Pink-
6. チーナのえかきうた
7. ついておいでよ
8. あいまいセルフ
9. GO!GO!ミラクる
10. せいぎのキョッピー!!
11. あっちゅ〜ま青春!
12. きみがくれたシャイニーストーリー
13. うぃーあー!ごらく部
14. ちょっとラブソング
15. ゆりしゅらしゅしゅしゅ
16. おひるねゆにばーす

DISC 2
1. ちょちょちょ!ゆるゆり☆かぷりっちょ!!!（七森中☆生徒会Ver.）
2. そわそわ!?ワンスモア
3. ぷりんアラモード
4. イッツハッピーデイ!!
5. め・が・ねのマーチ
6. サクラコ☆いんとろでゅーす
7. マ/ジ/ンBUSTER!
8. 恋はあまのじゃくですわ
9. ナツノハナ＊ものがたり
10. あっちゅ〜ま青春!（七森中☆生徒会Ver.）
11. おひるねゆにばーす（七森中☆生徒会Ver.）
12. ゆるゆりんりんりんりんりん
13. とらべりんぐ
14. アフタースクールデイズ
15. YURUYURI☆LET'S GO!
16. おひるねゆにばーす（らいぶすたぁ〜ず ver.）

### YURUYURI GORAKUBU BEST ALBUM
『ゆるゆり』アニメ放送10周年の2021年7月21日に発売。過去に「七森中☆ごらく部」名義で発表された楽曲のほか、新規に録音された「ゆりゆららららゆるゆり大事件 10周年Ver.」を収録。初回限定生産の「SPECIAL EDITION」には過去のミュージッククリップを収録したBlu-rayが同梱。さらに、きゃにめ限定販売の「YURUYURI GORAKUBU&SEITOKAI BEST ALBUM SPECIAL EDITION」には、「SPECIAL EDITION」の内容に加えて生徒会メンバーがカバーした「七森中☆ごらく部」の楽曲が収録されたDisc3が同梱。こちらにも新規に録音された生徒会メンバーの歌う「ゆりゆららららゆるゆり大事件 -10周年 生徒会Ver.-」が収録されている。
収録曲
各曲の詳細はリンク先を参照のこと。
DISC 1
1. ゆりゆららららゆるゆり大事件
2. ゆるゆり I♥U
3. マイペースでいきましょう
4. Precious Friends
5. ごらく部、愛と勇気と希望と友情のテーマ
6. いぇす!ゆゆゆ☆ゆるゆり♪♪
7. レッツラブ〜でいきましょう♪
8. 100%ちゅ〜学生
9. MY SWEET MEMORY
10. え〜る♪
11. じゃんぷ!
12. マジカル大☆大☆大冒険!
13. ゴゴゴゴごらく部
14. ハッピータイムは終わらない

DISC 2
1. ゆるゆりんりんりんりんりん
2. とらべりんぐ
3. アフタースクールデイズ
4. YURUYURI☆LET'S GO!
5. ゆりしゅらしゅしゅしゅ
6. おひるねゆにばーす
7. ちょちょちょ!ゆるゆり☆かぷりっちょ!!!
8. みゅーじっく☆フィーバー
9. あっちゅ〜ま青春!
10. きみがくれたシャイニーストーリー
11. うぃーあー!ごらく部
12. ちょっとラブソング
13. ゆるゆり、てんやわんや☆
14. リピってチャイム♪
15. ゆりゆららららゆるゆり大事件 10周年Ver.

DISC 3
きゃにめ限定販売の「YURUYURI GORAKUBU&SEITOKAI BEST ALBUM SPECIAL EDITION」のみに同梱。
1. ゆりゆららららゆるゆり大事件 -生徒会ver.-
2. いぇす!ゆゆゆ☆ゆるゆり♪♪ -生徒会ver.-
3. 100%ちゅ〜学生 -生徒会ver.-
4. おひるねゆにばーす -生徒会ver.-
5. ちょちょちょ!ゆるゆり☆かぷりっちょ!!! -生徒会ver.-
6. あっちゅ〜ま青春! -生徒会ver.-
7. ゆりゆららららゆるゆり大事件 -10周年 生徒会Ver.-

## サウンドトラック

### ゆるゆりのおんがく♪ YURUYURI ORIGINAL SOUNDTRACK
ゆるゆりのサウンドトラック。一部の楽曲の曲名は2011年9月8日にニコニコ生放送において放送された『「ゆるゆり」×「楽天ブックス10周年」特別番組「ごらく部のゆるい音楽天国“ゆる天”」』にて決められたもので、生放送に出演した主要登場人物の声優たちが即興で考案した曲名を、視聴者が選んで投票していくという形で命名された。このうち最後の曲目名はハプニング的に決まったもので、テレビアニメ版で赤座あかり役を演じる声優、三上枝織の愛称「みかしー」にちなんだ曲名となっている。
収録曲
全作曲：三澤康広
1. Let's Go ゆるゆり world!!
2. ゆる〜りゆら〜り
3. 私たちのごらく部室
4. 散歩をしよう
5. 京子の思いつき
6. おいコラ!
7. ごらくぶぅ〜
8. キャンディーポップ
9. ちなつのツインテール☆
10. 遊びに行ってもいいかな?
11. ごらくSEARCH
12. （裏）ゆるゆり
13. あれ?あかりは…?!
14. 結衣のお布団。
15. どんどこ☆ついてこいっ
16. てって、ててーてん♪））
17. 恋心☆思案中
18. 綾乃と京子の勝負
19. 千歳の妄想
20. 妄想パラドクス
21. もっと!ごらくSEARCH
22. 大切なもの
23. 海!海!海!!
24. ルンルンル〜ン♪
25. あの日のままで
26. 怨念が…おんねん!
27. ごらく天国
28. ガンヴォー!!!
29. まてー!
30. 京子がサンタで、結衣がトナカイ、ちなつがプレゼントで、あかりがツリー。
31. 想い
32. ごらくぶ…?
33. うにー
34. みかしーオワタ

### ゆるゆり なちゅやちゅみ! すぺしゃるさうんどCD OSTぜ〜んぶ入り
OVA『ゆるゆり なちゅやちゅみ!』のサウンドトラック。『ゆるゆり なちゅやちゅみ!』Blu-ray・DVDの特典として収録されているCDである。曲名は2014年12月25日に放送されたニコニコ生放送『「ゆるゆり なちゅやちゅみ!」ニコ生!ごらく部のメリーウノスマス!』にて命名された。
収録曲
全作曲：藤澤慶昌
各曲名の末尾に記載された人物はその曲名の提案者
1. BLEAK☆WORLD by 三上枝織
2. もふもふのなちゅ by 大久保瑠美
3. ちなつの災難 by 三上枝織
4. C&Y〜素敵な妄想〜 by 大坪由佳
5. ド変態はお前だ by 津田美波
6. 涼やかなうんちく by 大久保瑠美
7. 押し入れの中身はなんじゃろな by 津田美波
8. 自然とは? by 三上枝織
9. てってれれ〜てっててれ〜 by 大坪由佳
10. ティータイムは女子力と共に? by 大久保瑠美
11. 1年生たちの優雅なドタバタ by 津田美波
12. 愛しいリボンの襲撃者! by 大久保瑠美
13. 恋する乙女は無敵だもん!! by 三上枝織
14. レッツ!エンジョイ!キャンプリン!夢のドリームセット! by 三上枝織
15. あの子とあの子のMy Room? by 大久保瑠美
16. 夏!!!!って感じのメロディー by 大坪由佳
17. おばあちゃん_(:3」∠)_ by 大坪由佳
18. ミラクるんオン・ザ・ミラクるん by 津田美波
19. え?色々突然じゃありませんか? by 大久保瑠美
20. そういえば…ちなつの料理って…… by 三上枝織
21. ほのぼの大自然 by 大坪由佳
22. 生徒会の宅配便 by 津田美波
23. だって楽しいんだもん☆ by 大久保瑠美
24. シーソー＝??? by 三上枝織
25. 2人をつなぐくもの糸 by 津田美波
26. まさかのレトルトですの? by 大坪由佳
27. ゆけ!買い出し班! by 津田美波
28. Shocking?Lily by 大久保瑠美
29. ドカーンと一発!レッツ!ファイヤー! by 三上枝織
30. カレーを食べよう by 大坪由佳
31. おなかもプリンもパンパカパン☆ by 津田美波
32. スタージュエル☆〜キラキラの思い出たち〜 by 大久保瑠美
33. やはりそうなる by 津田美波
34. たれてますよ、妹さん。 by 大久保瑠美
35. こわくたって大丈夫☆ by 大久保瑠美
36. 哀愁の旋律 by 三上枝織
37. KYOUHU by 大坪由佳
38. 満喫中☆ by 津田美波
39. 握力?Not乙女力 by 大久保瑠美
40. ほら、あなたの後に… by 三上枝織
41. 血濡れの生首☆ by 大坪由佳
42. わぁいお風呂あかりお風呂だっ・・・!! by 津田美波
43. しあわせのかたち by 大久保瑠美
44. 我らの根城へ!! by 三上枝織
45. キャンプの夜 by 大坪由佳
46. 最高のなちゅやちゅみ by 津田美波
47. ただいま おかえり by 大久保瑠美

### YRYR, ORIGINAL SOUND TRACK 「ゆるゆり、」さうんどとらっくCD
OVA『ゆるゆり、』のサウンドトラック。Blu-ray一般販売版にのみ特典として同梱されている。本作のために新規に録音された劇伴とOP・ED曲のTVサイズを収録。
収録曲
作曲：三澤康広(#1-#3)
1. うほ!うっほ!!うっほほー!!!
2. 原始人の百合要素
3. 変わらない毎日がまた…はっじまるよぉ～!
4. ゆるゆり、てんやわんや☆[TVサイズ]
5. リピってチャイム♪[TVサイズ]